# Ci vediamo a casa (singolo)
Ci vediamo a casa è un brano musicale scritto ed interpretato dalla cantante italiana Dolcenera. Presentato in gara al Festival di Sanremo 2012, il brano è stato pubblicato come singolo il 15 febbraio 2012 dall'etichetta discografica EMI Music Italy. La canzone è inoltre uno dei tre brani inediti inseriti in Evoluzione della specie2, riedizione dell'album Evoluzione della specie, che era stato pubblicato nel maggio 2011.

## Il brano
La canzone ha come tematica principale la situazione di incertezza e precarietà vissuta dai giovani durante la crisi economica iniziata nel 2008, raccontata con riferimento alle difficoltà da superare per poter ottenere una casa in cui vivere la propria intimità. In particolare, i versi della canzone fanno riferimento alla realtà economica e culturale dei primi anni del XXI secolo, alternandoli con il racconto di una storia d'amore.
Parlando del brano Ci vediamo a casa, durante un'intervista concessa da Dolcenera all'agenzia Il Velino, la cantante ha così spiegato il significato del brano:
(Dolcenera)
La scrittura del brano, avvenuta nel giugno 2011, trae ispirazione da un'esperienza realmente vissuta dalla cantautrice stessa e dalla sua difficoltà ad ottenere un mutuo per l'acquisto di una casa, ma anche dalle storie di alcuni suoi amici. La canzone è stata inoltre appositamente composta per la colonna sonora del film omonimo, diretto da Maurizio Ponzi, la cui uscita nelle sale cinematografiche italiane, inizialmente prevista per l'aprile 2012, è avvenuta il 29 novembre dello stesso anno. In particolare, Ci vediamo a casa accompagna i titoli di coda del film, incentrato proprio sulle storie di tre coppie che vivono la stessa problematica descritta nel testo del brano.

## Festival di Sanremo
Durante la puntata della trasmissione televisiva Domenica in...L'Arena andata in onda il 15 gennaio 2012, Gianni Morandi ha ufficializzato la partecipazione del brano al Festival di Sanremo 2012, comunicando l'elenco completo dei cantanti e delle canzoni in gara nella sezione Artisti. Il brano è stato cantato per la prima volta sul palco del Teatro Ariston durante la prima serata del Festival, il 14 febbraio 2012, quando Dolcenera si è esibita per prima tra gli artisti in gara. Il giorno seguente, Dolcenera ha eseguito nuovamente il brano, superando il turno di eliminazioni e approdando direttamente alla semifinale del 17 febbraio 2012, durante la quale la canzone è stata riproposta in duetto con Max Gazzè. Superando anche l'eliminazione del venerdì, la canzone è stata ammessa alla finale del festival, svoltasi il 18 febbraio 2012. La canzone si è poi classificata al sesto posto nella graduatoria finale. Nelle radio è esploso invece tra i più trasmessi, in una top 5 nella quale era uno dei due soli brani sanremesi e non c'era nessuno dei primi 5 classificati.
Durante le esibizioni sanremesi, il brano è stato eseguito con l'accompagnamento della Sanremo Festival Orchestra, diretta per l'occasione dal maestro Fabio Guriàn.
Il brano eseguito al Festival, inoltre, era leggermente differente nel testo rispetto a quello passato in radio: la prima strofa, nella versione in gara al Festival, recitava “La, chiamano realtà, questa confusione” invece che “La, chiamano realtà, questo caos legale”, la seconda strofa nella versione in gara al festival recitava “Noi viviamo senza eroi, e chi ci vuol fregare, esempio di civiltà contro questa eredità” invece di “Voi e tutti i falsi eroi, verso il malaffare, vicino alla crudeltà questa pseudo verità”.

## Tracce
Download digitale
Testi e musiche di Dolcenera.
1. Ci vediamo a casa – 3:59

## Video musicale
Il videoclip ufficiale del brano, diretto da Valentina Be, è stato pubblicato sul canale YouTube di Dolcenera il 15 febbraio 2012, all'indomani della prima performance sanremese. Il video presenta anche alcune scene tratte dall'omonimo film di Maurizio Ponzi, in cui compaiono gli attori Nicolas Vaporidis, Primo Reggiani, Ambra Angiolini, Edoardo Leo, Giuliana De Sio, Myriam Catania e Giulio Forges Davanzati.

## Formazione
Musicisti
- Dolcenera – voce, pianoforte, sintetizzatore, minimoog, theremin
- Roberto Gualdi – batteria, percussioni
- Antonio Petruzzelli – basso
- Mattia Tedesco – chitarra elettrica

Produzione
- Michele Clivati – programmazione
- Dolcenera – produzione artistica
- Fabio Gurian – arrangiamento archi
- Alessandro Malgioglio – registrazione
- Cristian Milani – registrazione
- Davide Nossa – assistente di studio
- Roberto Vernetti – missaggio, programmazione musicale

## Classifiche
| Classifica (2012) | Posizione massima |
| ----------------- | ----------------- |
| Europa            | 40                |
| Italia            | 5                 |

### Classifiche di fine anno
| Classifica (2012) | Posizione |
| ----------------- | --------- |
| Italia            | 58        |